# Emilia Carmena Monaldi
Emilia Carmena Monaldi (Madrid, 5 de abril de 1823- Madrid, 25 de mayo de 1900), firmaba sus obras como Emilia Carmena de Prota, fue una pintora española.

## Trayectoria
Emilia Carmena Monaldi fue hija de la italiana Luisa Monaldi Mancini y del empresario Juan Escribano Carmena. No se conocen datos sobre su formación artística, las primeras noticias sobre su actividad se remontan a 1844, cuando exhibió varias copias y algunos retratos originales en la exposición anual organizada por la Real Academia de Bellas Artes de San Fernando.
Algunos de sus dibujos fueron reproducidos en el diario El Laberinto para ilustrar las crónicas que el escritor Antonio Flores publicó entre 1844 y 1845 de sus “Viajes por las provincias vascongadas”, tal como el autor mencionó en el cuarto artículo de la serie:

Sentada en aquellas peñas y con la paleta en la mano, vimos más de una vez a nuestra apreciable compatriota la señorita doña Emilia Carmena, a cuya amabilidad debemos el poder ilustrar estos artículos con algunos de los muchos dibujos que, después de su viaje a las provincias Vascongadas, enriquecen hoy el estudio de tan distinguida joven.

En 1848 participó en una exposición celebrada en el Liceo Artístico y Literario de Madrid, una de las instituciones artísticas españolas más importantes del siglo XIX.
En abril de 1850 fue nombrada pintora de cámara de la reina Isabel II, noticia que recogieron varios diarios, entre ellos El Observador, La España o La Nación. En estas noticias la artista aparecía ya mencionada por su nombre de casada, Emilia Carmena de Prota, nombre con el que firmó sus obras a partir de su matrimonio con Alejandro Prota y Boasi, apoderado de Jacobo Fitz-James Stuart y Ventimiglia, XV duque de Alba. Fruto de este matrimonio nació una única hija, la compositora María Isabel Prota Carmena.
También en esas noticias Carmena constaba ya como profesora de dibujo y pintura de las infantas María Cristina y Amalia, un cargo del que queda también testimonio en el archivo del Museo del Prado, institución a la que solicitó el préstamo de obras para ser copiadas como ejercicio de formación para las infantas.
De su trayectoria posterior destaca fundamentalmente la labor realizada para el monasterio de la Inmaculada Concepción (Loeches). Carmena entró en contacto con esta institución en 1853 por su vinculación con la Casa de Alba y pronto se convirtió en su benefactora. Impresionada por el saqueo que el monasterio había sufrido a manos de las tropas francesas durante la Guerra de la Independencia Española, Carmena realizó a lo largo de varias décadas un total de 52 pinturas con las que trató de solventar la pérdida del patrimonio artístico de la institución. Lamentablemente, la mayoría de esas obras fueron destruidas o desaparecieron tras la Guerra civil española.
Falleció en Madrid el 25 de mayo de 1900.

## Obra
Varias obras de Carmena se conservan actualmente en las colecciones de Patrimonio Nacional, entre ellas un retrato post mortem del infante Luis realizado el mismo año de su nombramiento como pintora de cámara, y una copia de "La Gioconda (taller de Leonardo da Vinci)". Entre las obras de Carmena conservadas en Patrimonio Nacional hay varias copias de obras del Museo del Prado, en cuyos registros consta frecuentemente como copista. El Prado conserva también un retrato elaborado por Carmena del militar y político Juan Antonio Martínez de Alcobendas. Esta pintura estuvo erróneamente atribuida, debido a la mala legibilidad de la firma, hasta que fue identificada por la investigadora Concha Díaz Pascual como obra de Carmena.